# Титан-цирконієві родовища
Титан-цирконієві родовища — комплексні родовища титану і цирконію.

## У світі
Як правило це розсипні родовища таких типів: прибережно-морської фації мілководного моря, континентальні, залишкові, пляжів та мілководного шельфу. Сьогодні в світі розробляють перші три типи, які належать до древніх похованих розсипів (на глибинах 10-100 м). В Європі виділяється Східно-Європейська розсипна провінція, яка займає більшу частину території України, площі Бєларусі та РФ, що прилягають до України і обмежуються областями поширення морських відкладів палеогену та неогену, розвинутих на півдні та південному сході Східно-Європейської платформи.

## В Україні
В Україні відомо 11 титан-цирконієвих родовища, близько 280 рудопроявів і 1400 пунктів мінералізації.
Розсипи прибережно–морської фації розвинуті на Українському щиті, Дніпровсько-Донецькій, Причорноморській западинах і утворюють Придніпровську, Приазово-Причорноморську та Харківсько-Сумську розсипні зони.
Найпродуктивніша з них Придніпровська ширина якої 50-100 км, яка простежена на 700 км вздовж північно-схыдного схилу Українського кристалічного щита.
В межах зони знаходяться основні промислові титан-цирконієві родовища:
- Вовчанське титан-цирконієве родовище,
- Воскресенівське титан-цирконієве родовище,
- Південне титан-цирконієве родовище,
- Тарасівське титан-цирконієве родовище,
- Малишівське титан-цирконієве родовище — найбільше в Європі, на базі якого працює Вільногірський державний гірничо-металургійний комбінат.
- Іршанська група континентальних алювіальних, алювіально-делювіальних четвертинних та мезозойських розсипів, розсипи залишкових ільменітових та ільменіт-апатитових кір вивітрювання (Волинський розсипний район),
- Городищенсько-Смілянська група алювіальних, алювіально-делювіальних розсипів (центр Українського щита),
- Новомиргородська група алювіальних, алювіально-делювіальних розсипів (центр Українського щита).

Запаси титан-цирконієвих родовищ повністю покривають потреби України і є найбільшими на пострадянському просторі. Видобуток титанового концентрату в Україні на межі ХХ-ХХІ сторічч становив 20 % від світового.